# Radiobarite
La radiobarite è una varietà di barite contenente tracce di radio.